# Stephen A. Unger
Stephen A. Unger (nacido 31 de mayo de 1946) es un "leading executive recruiter" que trabajó como socio responsable de medios de comunicación y divisiones de entretenimiento en las tres empresas de búsqueda ejecutiva más grande en el mundo. De 2004–2005 escribió una columna semanalmente sobre liderazgo para la Daily Variety, una publicación de negocios considerada como la "Biblia del Negocio de Espectáculo."
Hijo del premiado productor de películas, distribuidor y exhibidor Oliver A. Unger, Stephen Unger nació en Ciudad de Nueva York, y vivió allí hasta los 13 años, cuando él y su familia se mudaron a Beverly Hills, California. Se graduó en el Beverly Hills High School en 1963. Unger se graduó en la Syracuse Universidad (Escuela de Maxwell) en 1967 y asistió al instituto de Licenciado de Universidad de Nueva York de Película y Televisión. Vivió y trabajó en varios países fuera de los Estados Unidos más de diez años. Unger habla seis lenguas: inglés, francés, español, italiano, alemán y portugués.
En 1971, cofundó, desarrolló, fue socio y dirigió Foster's Hollywood - la primera cadena temática de restaurantes de cocina americana y la industria del cine. Él y sus socios vendieron la cadena de restaurantes en 1976. Desde 2009, Foster's Hollywood es la 11.ª franquicia de restaurantes temáticos más grande de Europa con más de 140 restaurantes en España.
Unger trabajó como Productor Asociado en Verna: USO Girl, galardornada en los premios Emmy y protagonizada por Sissy Spacek, William Hurt y Howard Da Silva. Posteriormente, Unger trabajó en distintas posiciones corporativas séniors, incluyendo Vicepresidente, Adquisiciones y Ventas Internacionales de Universal Pictures (NBC Universal); Vicepresidente, Distribución Internacional de CBS Theatrical Films (CBS, Inc.); y Vicepresidente Sénior de Ventas Internacionales de Filmways Pictures, Inc. (más tarde absorbido por MGM).
En 1988, Unger comenzó a trabajar como recruiter ejecutivo y se unió a Korn/Ferry International, donde sirvió como Socio y director general en la división internacional de Entretenimiento y Práctica de Comunicaciones. Trabajó allí hasta 1991 cuándo se unió a Spencer Stuart como Socio y director general de su división de Entretenimiento y Práctica de Comunicaciones. En 1998, Unger se unió a la división de Medios Globales y Entretenimiento de Heidrick & Struggles como Socio Director, la noticia de su incorporación a esta firma se publicó en la portada del Wall Street Journal. En 2003 fundó KSMU LLC, un boutique de selección y búsqueda de ejecutivos.
Leonard Armato, durante mucho tiempo comisionado de la Asociación de Profesionales del Voleibol, describió a Unger como "una de las personas más importantes en deportes y entretenimiento para la búsqueda de ejecutivos destacados", y ha sido reconocido por Sporting News en su listado de ejecutivos y editores anual "100 Most Powerful", incluyendole en la posición 63 en 2001. Él también ha sido nombrado en la posición 65 de CableFAX Magazine's "100 Most Influential in Cable".
Unger dirigió la selección de  Michael Wolf en su cambio de Booz-Allen a McKinsey & Company en 2001, el cual "reorganizó la industria." Ha sido citado en los medios de comunicación con respecto a búsquedas ejecutivas séniors, planes de sucesión, remuneración, retención, y negociaciones de contrato, así como tendencias del mercado y sugerencias para rescisiones de empleados. Ha sido invitado para hablar como conferenciante de huésped en un número de universidades importantes, incluyendo Stanford y UCLA.
Su esposa durante más de 30 años es Kathleen S. M. Unger, M.B.A., J.D. La señora Unger es miembro del consejo en la firma jurídica Freeman, Freeman & Smiley así como Presidenta y CEO de la organización sin ánimo de lucro VoteRiders.